# Драганово (Добрицька область)
Драга́ново (болг. Драганово) — село в Добрицькій області Болгарії. Входить до складу общини Добричка.

## Населення
За даними перепису населення 2011 року у селі проживали 162 особи.
Національний склад населення села:
| Національність   | Кількість осіб | Відсоток |
| ---------------- | -------------- | -------- |
| болгари          | 66             | 54,1%    |
| турки            | 27             | 22,1%    |
| цигани           | 27             | 22,1%    |
| Всього відповіли | 122            |          |

Розподіл населення за віком у 2011 році:
Динаміка населення: